# بيجيويلد تويست
بيجيويلد تويست (بالإنجليزية: Bejeweled Twist)‏ ، هي لعبة إلكترونية من نوع ألغاز، أنتجت اللعبة سنة 2008م، وتعمل لعدة أنظمة التشغيل، ومن بينها نينتندو دي إس والهواتف المحمولة وموقع متصفح والحواسب الشخصية وغيره.